# Bruch (Sprockhövel)
Bruch ist ein Wohnplatz im Stadtteil Gennebreck der Stadt Sprockhövel im Ennepe-Ruhr-Kreis, Nordrhein-Westfalen.

## Lage und Beschreibung
Bruch liegt im südwestlichen Teil des Sprockhöveler Stadtgebiets im Felderbachtal nahe der Stadtgrenze zu Hattingen im Norden. Südwestlich befindet sich das Kirchdorf Herzkamp, die größte Ansiedlung im Stadtteil.
Weitere Nachbarorte sind Sondern, Berge, Heege, Egen, Brink, Bredde, Im Brucherbach, Im Ringelsiepen, Gennebreckmühle, Neu-Amerika, Am Bischof, Im Äckersberge, Im Kresssiepen und Fahrentrappe auf Hattinger Stadtgebiet.

## Geschichte
Bruch gehörte bis 1807 der Gennebrecker Bauerschaft innerhalb des Hochgerichts und der Rezeptur Schwelm des Amts Wetter in der Grafschaft Mark an. Von 1807 bis 1814 war Bruch aufgrund der napoleonischen Kommunalreformen im Großherzogtum Berg Teil der Landgemeinde Gennebreck innerhalb der neu gegründeten Mairie Hasslinghausen im Arrondissement Hagen, die nach dem Zusammenbruch der napoleonischen Administration nun der Bürgermeisterei Haßlinghausen (ab 1844 Amt Haßlinghausen) im Landkreis Hagen (ab 1897 Kreis Schwelm, ab 1929 Ennepe-Ruhr-Kreis) angehörte.
Bruch erscheint auf der Niemeyersche Karte, Ausgabe Spezialkarte des Bergwerkdistrikts des Distrikts Blankenstein von 1788/89, unbeschriftet als Ansammlung von zwei Gebäuden. Der Ort ist auf der Preußischen Uraufnahme von 1840 als Aufm Bruche verzeichnet.  Ab der Preußischen Neuaufnahme von 1892 ist der Ort auf Messtischblättern der TK25 als Bruch verzeichnet, ab der Ausgabe 1949 mit dem Zusatz Kr. (Krug) und ab der Ausgabe 1973 mit dem Zusatz Whs. (Wirtshaus) versehen.
Bruch lag im 19. Jahrhundert an einem Kohlenweg zwischen Sprockhövel und Elberfeld, einer der drei Hauptkohlenwege, die vom Ruhrgebiet ins Wuppertal führten (heute die Straße Bruch).
Das Gemeindelexikon für die Provinz Westfalen gibt 1885 für Bruch eine Zahl von 16 Einwohnern an, die in zwei Wohnhäusern lebten. 1895 besitzt der Ort zwei Wohnhäuser mit zehn Einwohnern, 1905 zählt der Ort zwei Wohnhäuser und neun Einwohner.
Am 1. Januar 1970 wurde das Amt Haßlinghausen aufgelöst und die amtsangehörige Landgemeinde Gennebreck mit Bruch in die Stadt Sprockhövel eingemeindet.